# Reginald Potts
Reginald Hubert Potts (ur. 3 stycznia 1892 w Londynie, zm. 21 marca 1968 w Worthing) – brytyjski gimnastyk, medalista olimpijski.
Uczestniczył w rywalizacji na V Letnich Igrzyskach olimpijskich rozgrywanych w Sztokholmie w 1912 roku. Startował tam w dwóch konkurencjach gimnastycznych. W wieloboju indywidualnym, z wynikiem 101,75 punktu, zajął 32. miejsce na 44 startujących zawodników. W wieloboju drużynowym w systemie standardowym zajął z drużyną trzecie miejsce, przegrywając jedynie z drużyną włoską i węgierską.